# Кшивкі-Браткі
Кшивкі-Браткі (пол. Krzywki-Bratki) — село в Польщі, у гміні Кучборк-Осада Журомінського повіту Мазовецького воєводства.
Населення — 155 осіб (2011).
У 1975-1998 роках село належало до Цехановського воєводства.

## Демографія
Демографічна структура станом на 31 березня 2011 року:
|          | Загалом | Допрацездатний вік | Працездатний вік | Постпрацездатний вік |
| -------- | ------- | ------------------ | ---------------- | -------------------- |
| Чоловіки | 78      | 15                 | 51               | 12                   |
| Жінки    | 77      | 21                 | 32               | 24                   |
| Разом    | 155     | 36                 | 83               | 36                   |